# Шехзаде Баязид (сын Ахмеда I)
Шехзаде́ Баязи́д (тур. Şehzade Bayezid; 1612, Стамбул — 1635, там же) — сын османского султана Ахмеда I от его жены Махфируз Хадидже Султан. Брат османского султана Османа II.

## Биография
Шехзаде Баязид родился в декабре 1612 года в Стамбуле в семье османского султана Ахмеда I и его жены Махфируз Султан, имел двух полнородных братьев и сестру. После смерти Ахмеда I на трон должен был взойти брат Баязида, Осман II, а самого шехзаде, как и его братьев, ждала незавидная участь — всех их должны были казнить по закону Фатиха. Однако несколькими годами ранее Ахмед I сохранил жизнь брату Мустафе уже после рождения собственных сыновей. Историки считают, что Ахмед I посчитал брата неспособным угрожать его правлению ввиду явной психической болезни. Ещё одной из причин отступления Ахмеда от правил явилось влияние его жены Кёсем, которая, опасаясь за жизнь сыновей, не желала после смерти султана видеть на троне шехзаде Османа, матерью которого была Махфируз. В итоге, после смерти отца Баязида на троне оказался его слабоумный дядя.
Правление бездетного Мустафы было недолгим: в 1618 году произошёл переворот, и на троне оказался Осман II. Влияние Кёсем помогло сохранить жизнь её сыновьям и в этот раз. Четыре года спустя произошёл очередной переворот, Осман был свергнут и убит. Однако на троне вновь оказался Мустафа. В 1623 году Мустафу свергли во второй раз. В это время Баязид вместе со своим единокровным братом Сулейманом отсутствовал в Стамбуле. В таких обстоятельствах Кёсем предпочла видеть на троне своего одиннадцатилетнего сына Мурада.
В 1635 году Мурад IV приказал казнить Сулеймана и Баязида. Оба брата были похоронены в Голубой мечети рядом с отцом.

## В культуре
- Баязид послужил прототипом героя трагедии Жана Расина 1672 года «Баязет».
- В турецком телесериале «Великолепный век: Кёсем Султан» шехзаде Баязид является сыном Ахмета от наложницы Гюльбахар.